# Kirsten Graalmann-Scheerer
Kirsten Graalmann-Scheerer (* 3. März 1956 in Bremerhaven) ist eine deutsche Juristin. Sie war von 2002 bis 2022 Generalstaatsanwältin in Bremen und die erste Frau in dieser Position. Sie ist Honorarprofessorin der Hochschule für öffentliche Verwaltung Bremen und langjährige Herausgeberin und Autorin eines Großkommentars zur Strafprozessordnung.

## Ausbildung
Kirsten Graalmann-Scheerer studierte Rechtswissenschaften im Rahmen der einstufigen Juristenausbildung an der Universität Bremen. 1981 promovierte sie hier zu dem Thema „Die Rückfälligkeit von Drogenstraftätern: eine Untersuchung zur Entwicklung krimineller Karrieren“.

## Beruflicher Werdegang
In den Bremer Staatsdienst trat Kirsten Graalmann-Scheerer Anfang 1981 ein. 1989 wechselte sie von der Staatsanwaltschaft zur Generalstaatsanwaltschaft, wo sie im Juni 1991 zur Oberstaatsanwältin und im Mai 1996 zur Leitenden Oberstaatsanwältin und Stellvertreterin des Generalstaatsanwalts befördert wurde.
Im Januar 2002 wurde sie zur Generalstaatsanwältin in Bremen ernannt. Nach 20 Jahren im Amt trat sie Ende Januar 2022 in den Ruhestand. Ihre Nachfolgerin als Generalstaatsanwältin wurde Wiebke Reitemeier.

## Wissenschaftliche Tätigkeit
Kirsten Graalmann-Scheerer ist langjährige Mitverfasserin des „Löwe-Rosenberg“, eines der bekanntesten Kommentare zur Strafprozessordnung. Zudem hat sie eine Reihe von wissenschaftlichen Aufsätzen publiziert. Seit 1996 lehrt sie an der Hochschule für Öffentliche Verwaltung in Bremen; im Jahr 2000 wurde sie hier zur Professorin ernannt.